# NGC 6575
NGC 6575 је елиптична галаксија у сазвежђу Херкул која се налази на NGC листи објеката дубоког неба.
Деклинација објекта је + 31° 6' 58" а ректасцензија 18h 10m 57,5s. Привидна величина (магнитуда) објекта NGC 6575 износи 13,0 а фотографска магнитуда 14,0. NGC 6575 је још познат и под ознакама UGC 11138, MCG 5-43-6, CGCG 172-9, KCPG 530B, PGC 61506.